# Tori Polk
Pour les articles homonymes, voir Polk.
Tori Polk (née le 21 septembre 1983) est une athlète américaine, spécialiste du saut en longueur. 

## Biographie
Deuxième des championnats des États-Unis 2013 derrière Janay DeLoach, elle établit un nouveau record personnel en 6,75 m lors du concours des qualifications des championnats du monde 2013 à Moscou.
En mai 2015, elle est contrôlée en possession de produit dopant. En janvier 2018, elle est suspendue pour une durée de 2 ans.

## Palmarès
- Championnats des États-Unis d'athlétisme :
  - Saut en longueur : 2e en 2013

### Records
| Épreuve          | Performance        | Lieu   | Date         |
| ---------------- | ------------------ | ------ | ------------ |
| Saut en longueur | 6,75 m (+ 0,1 m/s) | Moscou | 10 août 2013 |